# 奧卑利街

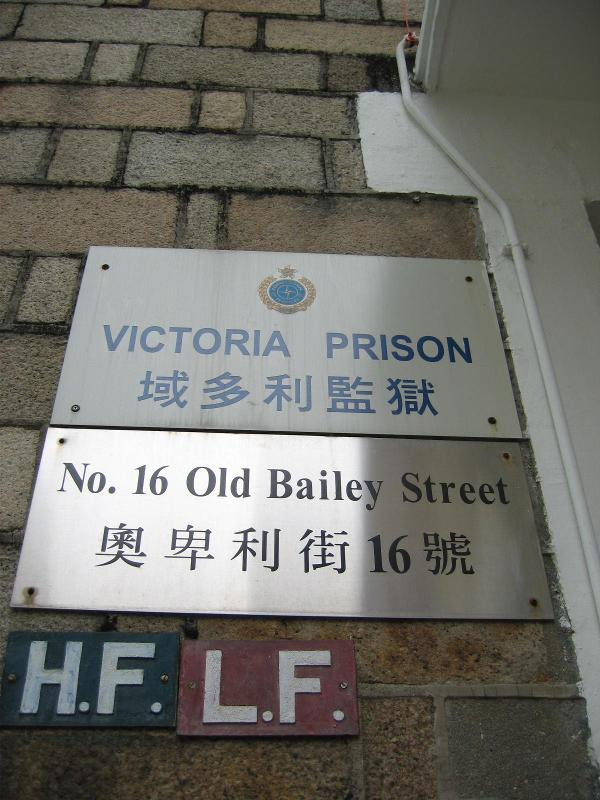
域多利監獄，向奧卑利街的入口

奧卑利街（英語：Old Bailey Street）是位於香港中環的一條落山馬路。 奧卑利街全長200米，由堅道嘉諾撒聖心商學書院至道，途經舊中區警署、前域多利監獄和士丹頓街。
奧卑利街是香港俗稱長命斜的道路之一，其原因並非是該道路特別長或特別斜，而是與建於該道路上的域多利監獄及昔日死刑制度有關。當時執行死刑的刑場是較接近亞畢諾道，因此死囚是囚禁在較接近那一邊的監倉，其他囚犯則囚禁在較接近奧卑利街那一邊。所以，能從奧卑利街門口出獄者即非「短命」死囚，而從這條路去探監的人，探望的都是「長命」的囚犯。

## 歷史
倫敦奧卑利是英國中央刑事法院所在地，香港政府建域多利監獄所在地街名也以同一英文名字命名。

## 鄰近
- 奧卑利街已婚警察宿舍（奧卑利街17A號）
- 大館（前域多利監獄地址為奧卑利街16號）
- 伊利近街
- 中環蘇豪區
- 士丹頓街
- 贊善里
- 中環至半山自動扶梯系統
- 閣麟街
- 擺花街

## 資料來源
1. ↑  夏歷. . 香港: 三聯書店. 2002年11月: 第35–63頁. ISBN 9789620407338 （中文）.

## 外部参考
- 奧卑利街地圖[]